# Козловский, Сергей Васильевич
Серге́й Васи́льевич Козло́вский (3 апреля 1885, Одесса — 19 ноября 1962, Москва) — русский и советский художник кино, режиссёр. Народный художник РСФСР (1944).

## Биография
Родился в Одессе.
С 1900 по 1903 годы обучался в Одесской художественной мастерской и Одесском художественном училище. С 1903 по 1913 годы в качестве помощника художника и художника-оформителя работал в театрах Одессы, Николаева, Херсона и Симферополя.
С 1913 года начал работать в кино. С 1913 по 1915 годы —  художником в кинематографической фирме «В. Венгеров и В. Гардин». В 1915—1918 годах — художником и режиссёром в акционерном обществе «Биофильм». С 1918 по 1921 годы — художником в Торговом доме «Русь».
Помимо творческой деятельности с 1924 года занимался преподаванием во Государственной школе кинематографии.
Скончался 19 ноября 1962 года в Москве. Похоронен на Новодевичьем кладбище (участок 8, ряд 21, место 12). Надгробный памятник выполнен архитектором Д. С. Витухиным, племянником С. В. Козловского.

## Избранная фильмография
Художник
- 1922 — Поликушка
- 1924 — Морозко (в соавт. с В. Симовым)
- 1924 — Аэлита (совместно с В. Симовым, И. Рабиновичем)
- 1924 — Папиросница от Моссельпрома (совместно с В. Баллюзеком)
- 1925 — Дорога к счастью
- 1925 — Дитя Госцирка
- 1926 — Мать
- 1926 — Случай на мельнице
- 1927 — Конец Санкт-Петербурга
- 1927 — Сорок первый
- 1928 — Дон Диего и Пелагея
- 1929 — Потомок Чингисхана (совместно с М. Аронсоном)
- 1930 — Праздник святого Иоргена (совместно с А. Араповым и В. Баллюзеком)
- 1933 — Окраина
- 1934 — Марионетки (совместно с М. Левиным)
- 1935 — Любовь и ненависть
- 1935 — По следам героя
- 1936 — Последний табор (совместно с Б. Лесницким)
- 1937 — Остров сокровищ (совместно с Я. Ривошем)
- 1942 — Принц и нищий (совместно с Ш. Мирзояном и В. Никитченко)
- 1943 — Лермонтов (в соавторстве)
- 1945 — Пятнадцатилетний капитан (совместно с А. Дихтяром)
- 1945 — Это было в Донбассе (совместно с С. Кузнецовым и М. Уманским)
- 1954 — Море студёное (совместно с К. Урбетисом)

Режиссёр
- 1925 — Дорога к счастью
- 1925 — Дитя Госцирка (совместно с Л. В. Баратовым)
- 1926 — Случай на мельнице

## Награды и звания
- заслуженный деятель искусств РСФСР (1940)[6];
- народный художник РСФСР (1944) — за большие заслуги в области искусства[1];
- орден Трудового Красного Знамени (6 марта 1950) — за выдающиеся заслуги в развитии советской кинематографии, в связи с 30-летием[7].